# Herman Lundborg
Herman Bernhard Lundborg, född 7 april 1868 i Väse församling, Värmlands län, död 9 maj 1943 i Östhammar, var en svensk läkare och rasbiolog. Han var chef för Statens institut för rasbiologi (Rasbiologiska institutet) 1921–1935.
Lundborg utvecklade metoder för rasundersökning inom den då introducerade vetenskapen rasbiologi. Han mätte, fotograferade, samlade och jämförde utseenden med särskilt fokus på samer och tornedalsfinnar.
Han talade bland annat om rasblandningens skadliga effekter, men trots det hade han ett förhållande med en kvinna av tornedalsk och samisk börd med vilken han först fick ett barn och sedan gifte sig.

## Biografi
Herman Lundborg studerade i Stockholm och vid Uppsala universitet, Karolinska Institutet och Lunds universitet, först zootomi och allmän morfologi, och därefter via psykiatrin och neurologin, ärftliga sjukdomar. Dessutom studerade han embryologi och marinbiologi i Bergen, psykiatri i Nederländerna och kriminalpsykologi i München. Därtill gjorde han flera studieresor till andra länder, bland annat Estland. Han blev medicine kandidat i Stockholm 1887 och medicine licentiat vid Lunds universitet 1901 och medicine doktor vid Lunds universitet 1902 på en avhandling om ärftligheten hos vissa sjukdomar.
År 1903 blev Lundborg docent i psykiatri och neurologi samt hospitalsläkare i Uppsala, 1915 docent i rasbiologi och medicinsk ärftlighetsforskning där, och formellt 1922 professor och chef vid Statens institut för rasbiologi. Han pensionerades 1935 och efterträddes då av Gunnar Dahlberg som varit hans assistent 1922–1924. Lundborg blev 1933 vice president i International Federation of Eugenics, hedersledamot av Vetenskapsakademien i New York 1935 och hedersdoktor i Heidelberg i Tyskland 1936.
Herman Lundborg ligger begravd på Uppsala gamla kyrkogård.

## Släkt och familj
Lundborg var son till Herman Emanuel Lundborg (1834–1888), överingenjör vid Statens järnvägar och major vid väg- och vattenbyggnadskåren, och Maria Vilhelmina Löhman. Släkten kommer från Valbo socken i Gästrikland. Släktnamnet kommer från packaråldermannen Erik Persson (1749–1819), född i Alborga by, verksam i byn Lund och död i Gävle, som skapade namnet efter byarna som han kom ifrån. Herman Lundborg hade sju syskon, födda på olika ställen i landet på grund av faderns arbete vid järnvägen. Äldste brodern Axel blev bokhållare vid Järnvägsstyrelsen, de tre systrarna Elma, Maria och Nanna blev lärarinnor. Brodern Hjalmar arbetade som rektor vid realskolan i Kramfors och den yngre brodern Ragnar var redaktör. Herman Lundborg var gift första gången från 1900 med sjuksköterskan Thyra Peterson (1868–1931) från Stockholm och tillsammans fick de två söner, Gunnar och Sune. Andra äktenskapet ingicks 1936 med Maria Kristina (Maja) Holste (ursprungligen Isaksson) (1893–1968), som var av tornedalsfinsk och samisk börd och född i Soppero i Jukkasjärvi församling. Med henne fick Herman redan 1927 sonen Allan. Faderskapet erkändes formellt först 1935.

## Medicinsk forskning
Lundborgs viktigaste forskning avsåg myoklonusepilepsi, och hans insatser belönades med priser av Vetenskapsakademien och Svenska Läkaresällskapet. Dessa anses som hans viktigaste arbeten, och kan anses ha fått bestående betydelse.  Listerundersökningen (efter Listerlandet i Blekinge) var den första i sitt slag, där han kombinerade en medicinsk studie med släktforskning. Han beskrev i denna undersökning, med Mendels lagar och patologiska fallstudier, en recessivt nedärvd sjukdom, som han menade var en progressiv degenerativ sjukdom och att förekomsten av kusinäktenskap på Listerlandet hade medfört en hög incidens. Sjukdomen är idag känd under namnet Unverricht-Lundborgs sjukdom. Denna undersökning anses ha skapat ett mönster för senare, liknande undersökningar. Lundborgs upptäckt ledde till att kusinäktenskapen upphörde. Sjukdomen är mycket sällsynt, men förekommer också i Finland och beskrevs ursprungligen av Unverricht (1895) i Estland, varför sjukdomen också kallats baltisk epilepsi. Böök fann 1978 i en uppföljande studie att några nya fall av sjukdomen inte hade inträffat på Listerlandet.

## Rasbiolog

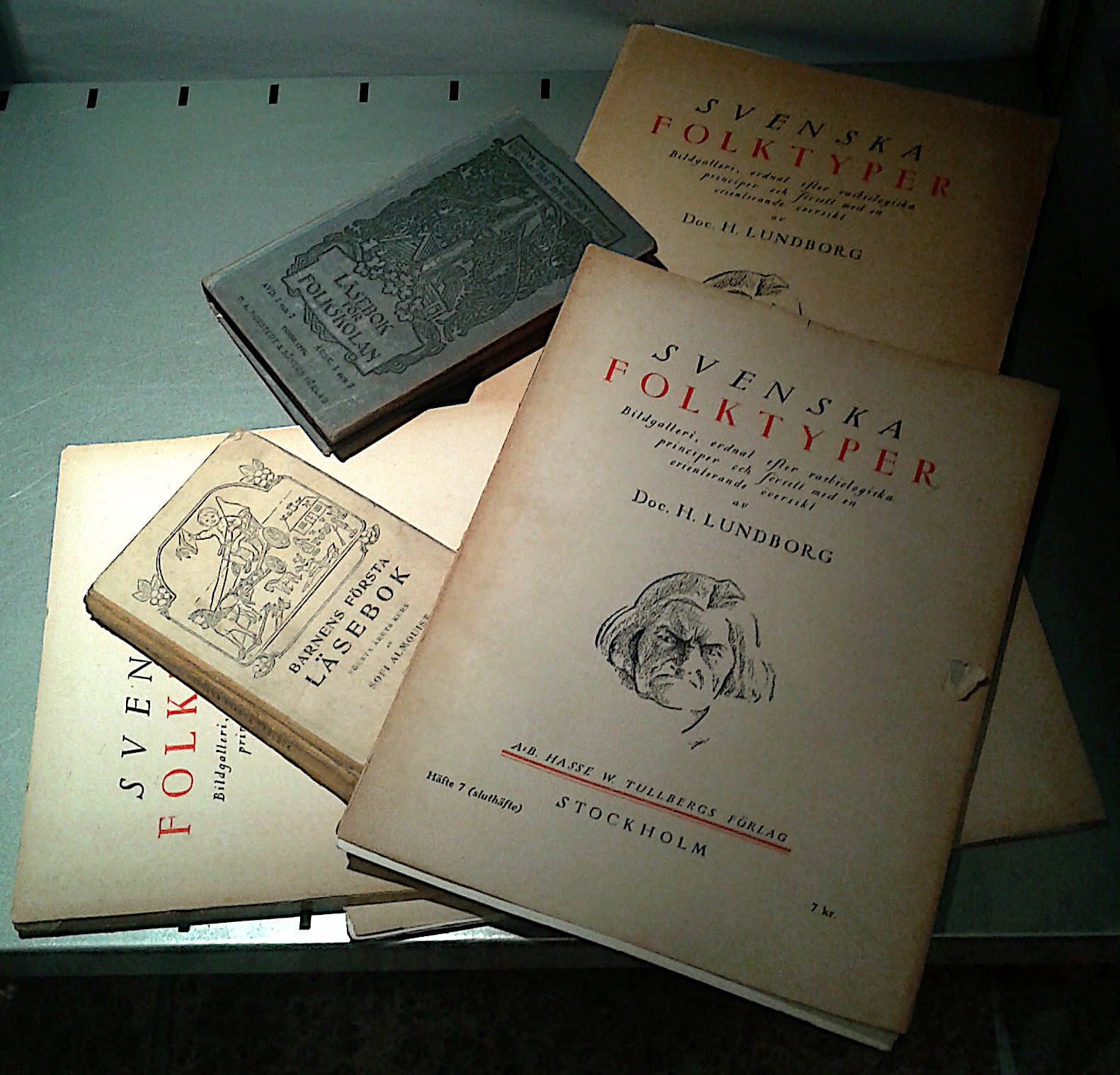
Pamfletten "Svenska Folktyper" av Herman Lundborg

Ett av Lundborgs mest lästa arbeten i rasbiologi var en undersökning av svenska värnpliktiga tillsammans med Frans Josua Linders, The racial characters of the Swedish nation. Detta arbete ansågs som hans viktigaste verk som rasteoretiker, vilket han har kommit att bli beryktad för. Han skrev även populärvetenskapliga verk i ämnet, bland annat Rasbiologi och rashygien (1914), Svensk raskunskap (1927) och Västerlandet i fara (1934). Flera översattes till tyska och en del till engelska. Hans rasideal var den svenska allmogen och dess avkomma. En viktig bit av hans teorier grundades på genealogi.
Hans forskning fick ett enormt genomslag och han fick en stor läsekrets utanför vetenskapsdisciplinens traditionella. Vid sidan av författandet reste han runt med en utställning om rastyper och olika folkslags typutseenden, något som fortlevt i folkmedvetandet långt efter hans död.
| ”                                  | "Vårt lilla folk, som för något tusen år sedan räknade endast en bråkdel av landets nuvarande befolkning, har oavlåtligen ökats. En stor del har utvandrat till alla möjliga länder i Europa och andra världsdelar och där bidragit till att höja kulturen. Den goda ras vi fått i arv av en givmild natur har ingenstädes förnekat sig." | „ |
| – Herman Lundborg, 27 oktober 1927 | |   |

I mars 1919 öppnade "Den svenska folktypsutställningen" på Konstakademien i Stockholm på Lundborgs initiativ och sammanställd av Gaston Backman. Där hängde bilder på svenskar bredvid vad som enligt bildtexterna var fotografier av zigenare, tattare, vagabonder och kriminella. Utställningen som hade stöd av bland andra Sven Hedin, Anders Zorn och Ellen Key, blev en publiksuccé och turnerade Sverige runt. På Stockholmsutställningen 1930 visade Lundborg upp det som han ansåg vara de senaste rönen om rashygien i montern "Svea rike".
Föreställningen att den svenska rasen degenereras och att det fanns rasmaterial i befolkningen som måste bekämpas resulterade bland annat i inrättandet av Statens institut för rasbiologi 1922 samt införandet av steriliseringslagstiftning 1934. Entusiasmen och stödet för Lundborgs verksamhet minskade dock med tiden, och vid Lundborgs pensionering 1935 efterträddes han av Gunnar Dahlberg som påtagligt ändrade institutets inriktning mot forskning om ärftliga sjukdomar. Tvångssterilisering enligt steriliseringslagen utfördes dock i ökande omfattning fram till mitten av 1950-talet, minskade sedan för att upphöra 1976 då steriliseringslagen avskaffades.
Lundborg hyllade Hitler och hans forskarvänner i Tyskland var inflytelserika rasexperter. Han utvecklade metoder för rasundersökning som senare kom att användas inom Nazityskland. Där betraktades han som pionjär inom rasbiologin och hedrades 1936 för sin forskning med hedersdoktorat vid universitetet i Heidelberg.

## Kritik
Lundborg och det rasbiologiska institutet i Uppsala kom att få stor uppmärksamhet i media i slutet av 1990-talet, under den så kallade steriliseringsdebatten.
Herman Lundborgs undersökningar av Listerlandets befolkning anses ha varit viktiga. De innebar dock en nedvärdering av Listerlandets invånare, då uppfattningen spreds att denna skulle ha varit "genetiskt degenererad". Bakgrunden kan dock ha varit en annan: Genom arvskiften hade jordbruksmarken delats upp i allt mindre enheter som inte var bärkraftiga, och kusinäktenskapen var då ett sätt att motverka detta. Det är numera allmänt känt att barn till föräldrar som är kusiner löper en ökad risk för ärftliga sjukdomar.